# Piper setigerum
Piper setigerum är en pepparväxtart som beskrevs av William Trelease. Piper setigerum ingår i släktet Piper och familjen pepparväxter. Inga underarter finns listade i Catalogue of Life.